# Compagnie de Comédie Rostock

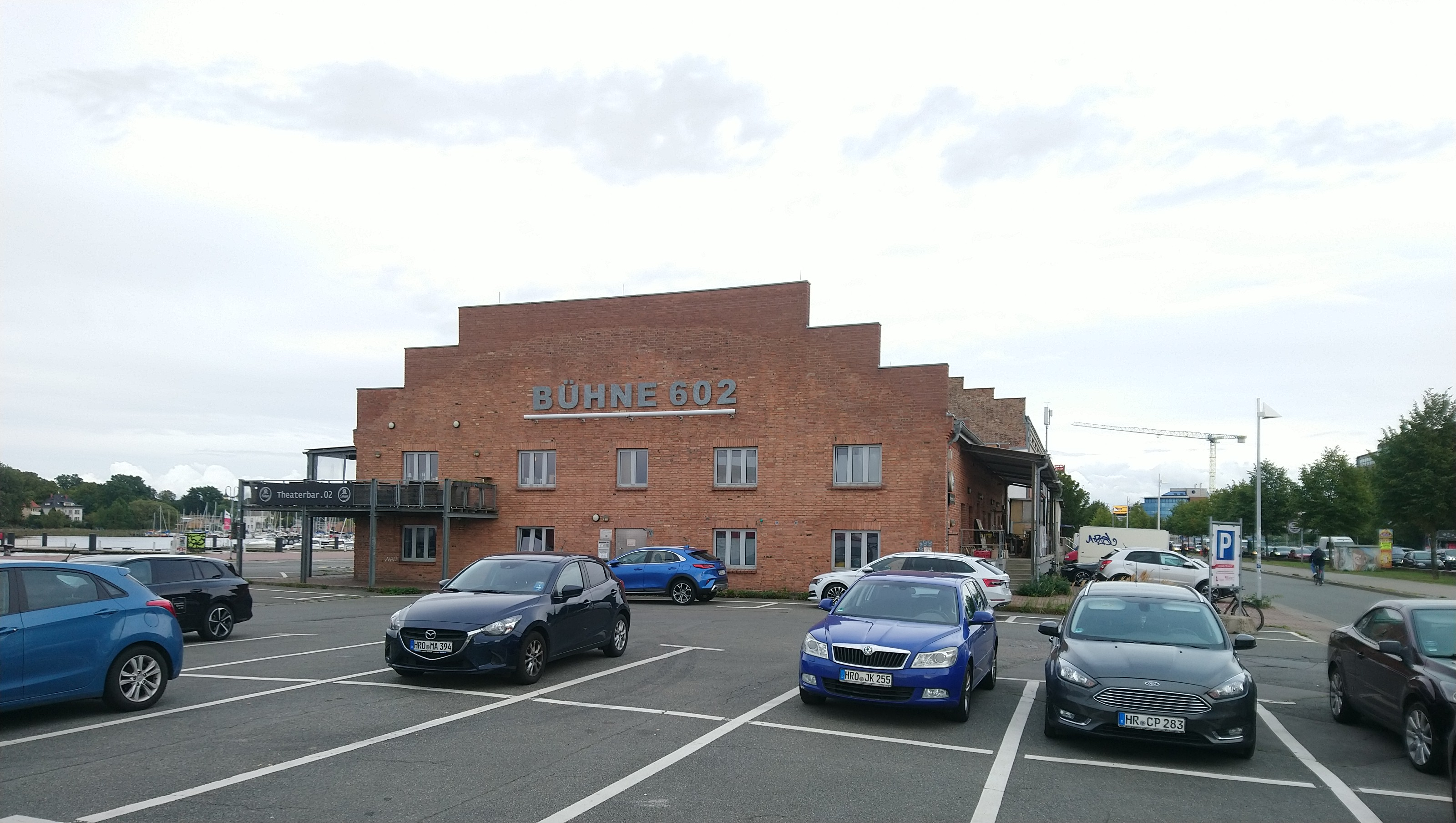
Bühne 602, Domizil der Companie de Comédie Rostock

Die Compagnie de comédie Rostock ist ein freies Theater in Rostock.

## Geschichte
Die Compagnie de comédie Rostock wurde Anfang 1991 von Joachim Lemke, Holger Schulze, Georg Haufler, Armin Roder, Friedemann Wikarski, Lutz Wesolek, Martina Witte, Rita Barg und Monika Boysen als erstes freies Theater in Mecklenburg-Vorpommern gegründet und am 12. Juli 1991 mit der Premiere von Aristophanes „Eirene - der Frieden“ eröffnet. Seit 1993 leitet Martina Witte das Theater.
Das Theater ist in der Bühne 602 im ehemaligen Stadthafen an der Warnow zuhause und spielt etwa 200 Vorstellungen pro Jahr. Regelmäßige Abstecher führen das Team quer durch das gesamte Bundesgebiet. In den Sommermonaten Juni bis August spielt das Ensemble  bei Freilichtvorstellungen im Rostocker Kloster Zum Heiligen Kreuz. Überregional bekannt wurde es durch speziell für das Theater konzipierte Premieren, wofür bekannte Künstler wie Hans-Peter Minetti und Peter Bause verantwortlich zeichneten. Die Compagnie gehört zu den Veranstaltern des Rostocker Kabarettpreises Der Rostocker Koggenzieher.
Zum Repertoire der Compagnie de Comédie gehören Schauspielproduktionen, Klassiker, Liederprogramme, Schlagerabende, Kabarett, Kinder- bzw. Jugendstücke und Lesungen.
Das Ensemble engagiert sich sehr um das jugendliche Publikum. So finden Schultheaterproduktionen die Möglichkeit, in professioneller Umgebung Theater zu spielen und mit richtiger Theaterarbeit in Berührung zu kommen.
Derzeit setzt sich das Ensemble wie folgt zusammen:
- Martina Witte (Intendanz)
- Elfi Troike (Büroleiterin)
- Dirk Weinert, Stefan Schmidt (Licht, Ton & Bühnentechnik)
- Als (Gast)Schauspieler und Regisseure: Cathrin Bürger, Manfred Gorr, Christoph Gottschalch, Georg Haufler, Reiner Heise, Eckhard Ischebeck, Katja Klemt, Eugen Krößner, Fabian Ranglack, Peer Roggendorf, Manfred Schlösser, Lydia Wilke und Marcus Möller.

In der Compagnie arbeiten weitere zehn Mitarbeiter in verschiedenen Bereichen, teils auf ehrenamtlicher Basis. Sie bauen die Bühnenbilder und Requisiten und übernehmen Werbung und Abenddienste. Die Compagnie bildet seit 2001 Veranstaltungstechniker aus.